# Poreč Trophy 2006
Il Poreč Trophy 2006, ventiduesima edizione della corsa, valido come evento dell'UCI Europe Tour 2006 categoria 1.2, si svolse il 12 marzo 2006 su un percorso totale di circa 131 km. Fu vinto dallo sloveno Simon Špilak, che terminò la gara in 3h19'32" alla media di 39,39 km/h.
Al traguardo 110 ciclisti portarono a termine il percorso.

## Ordine d'arrivo (Top 10)
| Pos. | Corridore        | Squadra        | Tempo    |
| ---- | ---------------- | -------------- | -------- |
| 1    | Simon Špilak     | Adria Mobil    | 3h19'32" |
| 2    | Matej Stare      | Perutnina Ptuj | s.t.     |
| 3    | Borut Božič      | Perutnina Ptuj | a 18"    |
| 4    | Zoran Klemenčič  | Adria Mobil    | s.t.     |
| 5    | Aldo Ino Ilešič  | Perutnina Ptuj | s.t.     |
| 6    | Adam Homolka     | Swiag-Teka     | s.t.     |
| 7    | Jan Faltýnek     | PSK Whirlpool  | s.t.     |
| 8    | David Tratnik    | Radenska       | s.t.     |
| 9    | Christian Poemer | Aposport       | s.t.     |
| 10   | Kristjan Fajt    | Radenska       | s.t.     |